# بالتيكا كالينينغراد
 نادي بالتيكا كالينينغراد هو نادي كرة قدم روسي، مقرها في كالينينغراد، روسيا. أسس عام 1954، ويلعب حاليا في بطولة رابطة كرة القدم الوطنية الروسية.